# Брансфилд, Эдвард
Э́двард Бра́нсфилд (англ. Edward Bransfield; 1785—1852) — британский мореплаватель ирландского происхождения, наряду с Фаддеем Беллинсгаузеном и Натаниэлем Палмером считающийся одним из первооткрывателей Антарктиды. 30 января 1820 года им был открыт полуостров Тринити — северная оконечность Антарктического полуострова.

## Краткая биография
Эдвард Брансфилд родился в 1785 году в городе Корке, Ирландия. В 1803 году (во время Наполеоновских войн) был рекрутирован на службу в Королевский военно-морской флот Великобритании и получил назначение на HMS Ville de Paris. В 1805 году участвовал в Трафальгарском сражении. К 1816 году дослужился до должности рулевого (англ. Master). В 1819 году служил на HMS Andromache — флагмане королевской эскадры на западном побережье Южной Америки (Вальпараисо, Чили), под началом командующего эскадрой — капитана HMS Andromache Уильяма Генри Ширреффа (англ. William Henry Shirreff). Во время службы в Южной Америке Брансфилд совершил плавание к вновь открытым Южным Шетландским островам и произвёл их первое картографирование. Во время этого путешествия 30 января 1820 года им была открыта северная оконечность Антарктического полуострова — полуостров Тринити. По окончании службы в Чили Брансфилд не получил повышения, и после возвращения в Англию в августе 1821 года был уволен в запас и в дальнейшем служил в торговом флоте. Умер 31 октября 1852 года в Брайтоне.

## Путешествие в Антарктику
В январе 1819 года капитан и совладелец английского брига «Williams» Уильям Смит, совершавший плавание из Монтевидео в Вальпараисо, во избежание встречных ветров решил идти на юг в пролив Дрейка, и в 500-х милях южнее мыса Горн 19 февраля открыл неизвестные до этого острова. В марте 1819 года по прибытии в Вальпарисо он сообщил о своём открытии Ширреффу, а в октябре посетил их вновь. 16 октября 1819 года он совершил высадку на острове Кинг-Джордж, став первым человеком, ступившим на землю Антарктики. Кроме этого, он нанёс на карту около 160 миль береговой линии.
Шеррифф приказал Брансфилду исследовать вновь открытые земли и нанести их на карту. В случае, если это действительно острова, а не часть континента, «что мало вероятно», Брансфилду предписывалось, в зависимости от обстоятельств, провести исследования к востоку, югу или западу от них. Он был назначен капитаном «Williams», Уильям Смит рулевым, а в состав экипажа брига также были включены мичманы Партик Блейк, Томас Боун и Чарльз Пойнтер с HMS Andromache, а также врач HMS Slaney Адам Янг.
16 января 1820 года Брансфилд достиг острова Ливингстон, откуда взял курс на восток-северо-восток, картографируя цепь островов, несколько позже получивших название Южные Шетландские острова. 22 января он достиг крайней северной точки самого большого острова архипелага, который назвал Кинг-Джордж в честь короля Георга III. Обогнув остров, Брансфилд прошёл вдоль южных берегов Южных Шетландских островов до острова Десепшен, который из-за плохой погоды был описан им как «земля… скрытая в густом тумане».
От острова Обмана Брансфилд взял курс на юг, пересёк пролив, который теперь носит его имя, и 30 января увидел остров Тауэр и северную оконечность Антарктического полуострова — «Высокие горы, покрытые снегом» (позже получившие названия вершин Брансфилда и Жакино), которой дал название полуостров Тринити (в честь Trinity House). По мнению историка Роланда Хантворда «Так была открыта Антарктида».
Лёд вынудил Брансфилда уйти на северо-восток и, продвигаясь вдоль кромки льдов, он открыл острова Кларенс (Шишкова) и Элефант (Мордвинова) — самые северные острова архипелага Южные Шетландские острова (29 января 1821 года они повторно были картографированы экспедицией Беллинсгаузена). Руководствуясь инструкциями, Брансфилд продолжил изыскания к востоку и югу от них, но дальнейшее путешествие было безрезультатным и 15 апреля он вернулся в Вальпараисо. Вновь открытые земли Брансфилд объявил владениями Британии, его судовой журнал и карты были отправлены в Британское адмиралтейство. Позже его судовой журнал был утерян, что в дальнейшем вызвало многочисленные споры по поводу путешествия Брансфилда и сделанных им открытий, несмотря на публикацию подробного отчета о его плавании в Литературной газете в ноябре 1821 года и нахождении его карт в Британской гидрографической службе.

## Память
Именем Эдварда Брансфилда названы:
- пролив Брансфилд — пролив между Южными Шетландскими островами и Антарктическим полуостровом;
- скалы Брансфилда[11] — подводные скалы к северо-востоку от острова Кинг-Джордж;
- гора Брансфилд[англ.] — вершина на полуострове Тринити;
- остров Брансфилд[англ.] — остров вблизи северо-восточной оконечности Антарктического полуострова;
- RRS Bransfield[англ.] — исследовательское судно, специально построенное для Британской Антарктической Миссии[англ.].

## Комментарии
1. ↑  Хотя Беллинсгаузен не наблюдал скальной земли Антарктиды (в отличие от Брансфилда), а видел шельфовый ледник, стекающий с земли Берег Принцессы Марты, его первенство в части открытия материка на сегодняшний день не оспаривается.